# Fiama Silva
Fiama Abigaíl Silva (Pilar, provincia de Buenos Aires, Argentina, 7 de marzo de 1998) es una futbolista argentina que juega como mediocampista. Su club actual es Talleres de la Primera A.

## Trayectoria
Silva tuvo su primer acercamiento al fútbol cuando tenía 5 años, jugando en el equipo de varones de Fénix. Luego pasó por Los Gauchitos de La Pilarica, All Boys de Mercedes, Luján, Real Pilar, Argentinos Juniors y Defensores de Belgrano. Con este último, debutó en 2021.
Tras un paso por El Porvenir y Gimnasia y Esgrima de La Plata, finalmente recaló en Ferro, donde jugó 27 partidos en la Primera División y marcó ocho goles.
En 2024, llegó a Talleres, club con el que fue campeón de Primera B como uno de los pilares del equipo titular y ascendió a Primera A. Firmó su primer contrato profesional en 2025, convirtiéndose en una de las primeras futbolistas en la historia del club en hacerlo.
En 2025, convirtió en el debut histórico de Talleres en Primera División, siendo la primera futbolista en anotar un gol para el club cordobés en Primera División, en el clásico ante Belgrano.

## Selección nacional
Silva representó a la Selección Argentina en la categoría sub-17.

## Clubes
| Club                    | País      | Año             |
| ----------------------- | --------- | --------------- |
| Defensores de Belgrano  | Argentina | 2021            |
| El Porvenir             | Argentina | 2021            |
| Gimnasia y Esgrima (LP) | Argentina | 2022            |
| Ferro                   | Argentina | 2023            |
| Talleres                | Argentina | 2024 - presente |